# Baileychromis centropomoides
Genre
Espèce
Statut de conservation UICN

 LC  : Préoccupation mineure
Baileychromis centropomoides (anciennement Leptochromis centropomoides) est une espèce de poissons de la famille des cichlidés endémique du lac Tanganyika en Afrique. C'est la seule espèce de son genre Baileychromis (monotypique).

## Référence
- Bailey & Stewart : Cichlid fishes from Lake Tanganyika: additions to the Zambian fauna including two new species. Occasional Papers of the Museum of Zoology University of Michigan 679 p. 1–30. texte original